# Bradina motitalis
Bradina motitalis là một loài bướm đêm trong họ Crambidae.